# Гидрогеология
Гидрогеоло́гия (от др.-греч. ὕδωρ «водность» + геология) — наука, изучающая происхождение, условия залегания, состав и закономерности движения подземных вод. Также изучается взаимодействие подземных вод с горными породами, поверхностными водами и атмосферой.
В сферу этой науки входят такие вопросы, как динамика подземных вод, гидрогеохимия, поиск и разведка подземных вод, а также мелиоративная и региональная гидрогеология. Гидрогеология тесно связана с геологией (в том числе и с инженерной геологией, литологией, геохимией, геофизикой, геокриологией), географией (в первую очередь, гидрологией и метеорологией) и другими науками о Земле. Она опирается на данные математики, физики, химии и широко использует их методы исследования.
Данные гидрогеологии используются, в частности, для решения вопросов водоснабжения, мелиорации и ирригации, экологических последствий гидротехнического строительства (водохранилищ и др.), эксплуатации месторождений подземных питьевых, технических, минеральных, промышленных и термальных вод, глубинного захоронения промышленных стоков, а также прогноза водопритоков в транспортные тоннели и горные выработки месторождений твёрдых полезных ископаемых (шахты, карьеры).

## История
Накопление знаний о подземных водах, начавшееся с древнейших времен, ускорилось с появлением городов и поливного земледелия. В частности, свою лепту внесло сооружение копаных колодцев, строившихся в 2—3 тыс. до н. э. в Египте, Средней Азии, Китае и Индии и достигавших глубин в несколько десятков метров. Примерно в этот же период появилось лечение минеральными водами.
Первые представления о свойствах и происхождении природных вод, условиях их накопления и круговороте воды на Земле были описаны в работах древнегреческих ученых Фалеса и Аристотеля, а также древнеримских Тита Лукреция Кара и Витрувия. Изучению подземных вод способствовало расширение работ, связанных с водоснабжением в Египте, Израиле, Греции и Римской империи. Возникли понятия о ненапорных, напорных и самоизливающихся водах. Последние получили в XII веке н. э. название артезианских — от названия провинции Артуа (древнее название — Артезия) во Франции.
В России первые научные представления о подземных водах как о природных растворах, их образовании путём инфильтрации атмосферных осадков и геологической деятельности подземных вод были высказаны М. В. Ломоносовым в сочинении «О слоях земных» (1763 г.). До середины XIX века учение о подземных водах развивалось как составная часть геологии, после чего обособилось в отдельную дисциплину.

## Разделы гидрогеологии
- Общая гидрогеология – рассматривает общие вопросы питания и формирования подземных вод, включая гидрометеорологические условия, происхождение подземных вод, их классификацию, химический состав, общие вопросы гидрогеологических исследований и составление гидрогеологических карт.
- Динамика подземных вод – изучает движение подземных вод в горных породах земной коры под влиянием естественных и искусственных факторов и разрабатывает методы количественной оценки этого движения.
- Гидрогеохимия – изучает химический состав подземных вод и его изменение во времени и в пространстве, взаимосвязь химического состава с химическими, физическими и биологическими процессами, протекающими в земной коре.
- Радиогидрогеология – изучает закономерности формирования, распространения и миграции радиоактивных элементов в подземных водах.
- Гидрогеотермия – занимается исследованием теплового поля подземных вод и теплопереноса подземными водами.
- Методика гидрогеологических исследований – это раздел о методах и методиках изучения гидрогеологических условий месторождений подземных вод, определения их запасов, качества и условий движения.
- Региональная гидрогеология – выявляет и изучает региональные (широкомасштабные) гидрогеологические закономерности формирования подземных вод.
- Учение о минеральных, промышленных и термальных водах – рассматривает вопросы формирования таких подземных вод, их состава, их происхождения.
- Гидрогеология месторождений полезных ископаемых (МПИ) – занимается изучением гидрогеологических условий месторождений применительно к задачам их поисков, разведки, геолого-промышленной оценки и эксплуатации. Выделяют два типа: 1) Гидрогеология месторождений твёрдых полезных ископаемых. 2) Гидрогеология нефтегазовых месторождений.
- Мелиоративная гидрогеология – занимается изучением гидрогеологических условий сельскохозяйственных территорий, на которых проводятся мелиоративные мероприятия с целью повышения плодородия почв.
- Учение о режиме и балансе подземных вод – рассматривает процесс изменения количества, и качества подземных вод во времени при взаимодействии природных и техногенных факторов, устанавливает количественное соотношения между питанием и расходом подземных вод.
- Гидрогеологическое моделирование – это раздел о методах моделирования на различных моделях фильтрационных процессов подземных вод.
- Палеогидрогеология (историческая гидрогеология) – изучает историю развития водонапорных систем земной коры для определения роли подземных вод в образовании и разрушении МПИ.
- Криогидрогеология - изучает подземные воды в районах многолетней мерзлоты.